# Остров Свердрупа
Остров Свердрупа — остров в южной части Карского моря. Принадлежит России, административно относится к Красноярскому краю. Назван в ходе норвежской полярной экспедиции в 1893 году в честь норвежского полярного исследователя Отто Свердрупа.
Расположенный на острове мыс Ивана назван в честь советского топографа Ивана Яковлевича Воронцова (1909—1958).
Длина 15 км, ширина до 10 км. Центральные районы острова — слабо всхолмлённая равнина с максимальной отметкой 33 м. По окраинам низкие песчаные косы. Покрыт тундровой растительностью. Вдоль побережий, а местами во внутренних районах острова — незакреплённые пески. С запада в остров вдаётся широкая бухта.
Остров находится в 120 км к северу от посёлка Диксон. Ближайшая суша — острова Арктического института, находятся в 90 км к северо-востоку.
Остров Свердрупа входит в Большой Арктический заповедник.
Фауна представлена леммингами, песцами; среди птиц — ржанкообразные, чернозобики.

## Топографические карты
- Лист карты S-44-XIII,XIV о. Свердруп. Масштаб: 1 : 200 000. Указать дату выпуска/состояния местности.